# Eemmeer
L'Eemmeer est un lac de bordure néerlandais et une zone naturelle d'une superficie de 1 340 hectares. La gestion est effectuée conjointement par Stichting Natuurmonumenten et Staatsbosbeheer. Le lac se situe entre le Flevoland et la province d'Utrecht. Il s'étend depuis le Stichtsebrug (pont du Sticht / A27), qui forme la frontière avec le Gooimeer, jusqu'à la courbe de Spakenburg, frontière naturelle avec le Nijkerkernauw.
L'Eemmeer possède une île artificielle : le Dode Hond (île du Chien-mort). 